# Vellberg

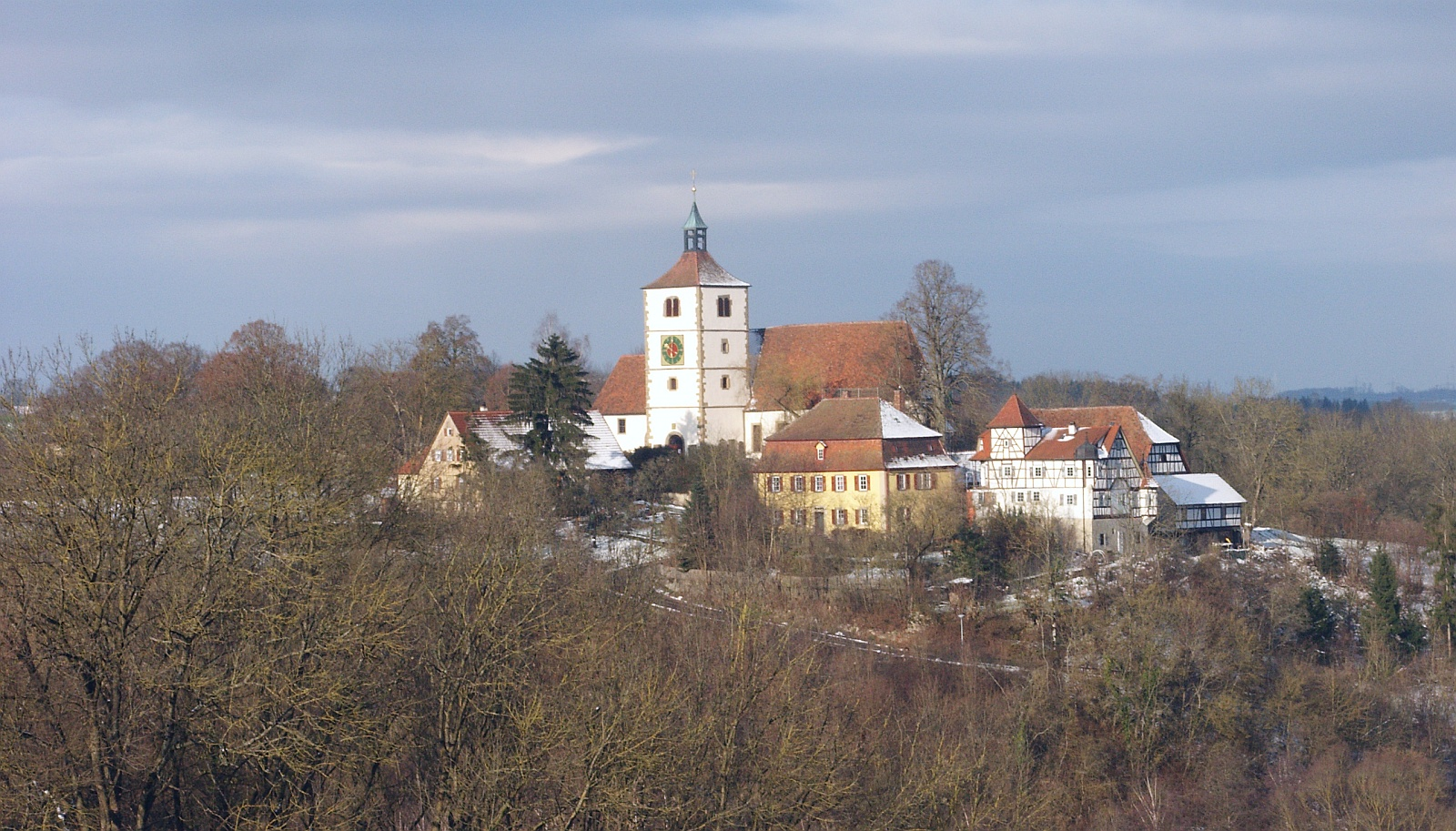
Nhà thờ Vellberg với tên thông dụng "Stöckenburg"

Vellberg là một thị xã thuộc huyện Schwäbisch Hall, trong bang Baden-Württemberg, nước Đức. Đô thị này có cự ly 10 km về phía đông Schwäbisch Hall, và 15 km về phía tây nam Crailsheim.